# مریم نمازی
مریم نمازی فعال سیاسی کمونیست در عرصه‌هایی همچون مبارزه برای حقوق زنان، مبارزه برای حقوق پناهندگان، مبارزه علیه جمهوری اسلامی و اسلام سیاسی است. وی در حال حاضر مسئولیت کمیته مسلمانان سابق هلند را بر عهده دارد.
.
مریم نمازی، دبیر سابق کمیته ارتباطات بین‌الملل حزب کمونیست کارگری ایران و عضو کنونی کمیته مرکزی و دفتر سیاسی و هیئت هماهنگی این حزب، از مسئولان فدراسیون سراسری پناهندگان ایرانی، عضو کنونی شورای مرکزی سازمان آزادی زن و از برنامه سازان تلویزیون کانال جدید بود. او مسئول و مجری برنامهٔ دو زبانه فارسی و انگلیسی نان و گل سرخ در تلویزیون کانال جدید که با فعالان سیاسی و اجتماعی برجسته هم چون تسلیمه نسرین، ریچارد داوکینز، پی زی مایرز و اینا شوچنکو رهبر فمن مصاحبه کرده‌است. او سردبیر کنونی نشریه «بریفینگ»، ارگان انگلیسی حککا، است.
او در ۸ اکتبر ۲۰۰۵ موفق به دریافت جایزهٔ «سکولاریست سال» از «انجمن ملی سکولار» انگلستان شد. نیک کوهن، مقاله‌ای به نام «نبرد یک زن» را در مورد او در نشریه آبزرور انگلستان نوشت و دربارهٔ او گفت: «مریم نمازی تجسم فاصله، میان لیبرال‌های شرمنده و خواستاران حقیقی برابری، است.»
او پس از ماجرای کاریکاتورهای محمد به همراه یازده نفر دیگر همچون سلمان رشدی، تسلیمه نسرین و آیان هیرسی علی بیانیه‌ای به نام «بیانیه: علیه توتالیتاریسم نوین» را انتشار داد که در آن نسبت به ظهور اسلامیسم به عنوان یک «توتالیتاریسم نوین» هشدار داده شده بود.

## استعفا از حزب
مریم نمازی در تاریخ ۱۰ ژانویه ۲۰۱۷ به همراه فریبرز پویا از عضویت در حزب کمونیست کارگری ایران استعفا داد. حمید تقوایی دبیر کمیته مرکزی حزب کمونیست کارگری استعفای او را پذیرفته، اما حزب را کماکان حامی فعالیت‌های اجتماعی او دانست و ابراز امیدواری کرد که نمازی همچنان همکاری خود را با کانال جدید و تهیه و پخش برنامهٔ «نان و گل سرخ» ادامه دهد.